# 鳞叶马尾杉
鳞叶马尾杉（学名：[Phlegmariurus sieboldii] 错误：{{Lang}}：文本有斜体标记（帮助））为石杉科马尾杉属下的一个种。

## 扩展阅读
- 維基物種上的相關：鳞叶马尾杉